# Delta de l'Orada
Delta de l'Orada (δ Doradus) és un estel de la constel·lació de l'Orada de magnitud aparent +4,34. És la quarta més brillant de la mateixa després d'α Doradus, β Doradus i γ Doradus. Es troba a 145 anys llum de distància del sistema solar.
Delta de l'Orada és un estel blanc de la seqüència principal de tipus espectral A7V amb una temperatura superficial de 8360 K. Del mateix tipus espectral que Altair (α Aquilae), γ Crateris o θ Cassiopeiae, és més lluminosa que qualsevol d'elles, sent la seva magnitud absoluta +1,10. Té un radi 2,1 vegades major que el radi solar i gira sobre si mateixa amb una velocitat de rotació igual o major a 172 km/s. La seva edat s'estima en 590 milions d'anys. Així mateix, mostra un excés de radiació infraroja a 60 μm.
Delta de l'Orada és l'estel polar del sud en la Lluna. Encara que millor alineada amb el pol celeste que Polaris (α Ursae Minoris) a la Terra, és no obstant això molt més tènue que aquesta.